# Colegio Oficial de Ingenieros de Telecomunicación de la Comunidad Valenciana
El Colegio Oficial de Ingenieros de Telecomunicación de la Comunidad Valenciana (cuyo acrónimo es COITCV) es el colegio profesional que representa a los Ingenieros de Telecomunicación  en la demarcación de la Comunidad Valenciana (España). 
Esta corporación fue creada el 14 de noviembre del año 2000, cuando se aprobó como Demarcación Territorial del Colegio Oficial de Ingenieros de Telecomunicación, una vez cumplidos los requisitos establecidos por los estatutos del mismo.
El Decano del COITCV es Sergio Riolobos, que también es el presidente de la Asociación Valenciana de Ingenieros de Telecomunicación (AVIT). Este colegio profesional tiene su sede en la Avda. Jacinto Benavente, 12-1º-B, en Valencia.
El COITCV ofrece servicios de formación, empleo, reserva de espacios, asesoramiento técnico, gestión de visados, servicio de biblioteca, redes de contacto...a unos 1000 colegiados en la Comunidad Valenciana, así como información sobre el sector y el mercado laboral.